# Viscount Gough

Wappen der Viscounts Gough

Viscount Gough, of Goojerat in the Punjaub and of the City of Limerick, war ein erblicher britischer Adelstitel in der Peerage of the United Kingdom.

## Verleihung und Erlöschen
Der Titel wurde am 15. Juni 1849 für den britischen Militär und späteren Feldmarschall Hugh Gough, 1. Baron Gough geschaffen, in Anerkennung seines Sieges in der Schlacht von Gujrat am 21. Februar 1849, die den Zweiten Sikh-Krieg zugunsten der Briten entschied.
Zuvor waren ihm am 23. Dezember 1842 der Titel Baronet, of Synone and Drangan, und am 25. April 1846 der Titel Baron Gough, of Chinkeangfoo in China and of Maharajpore and the Sutlej in the East Indies, verliehen worden. Die beiden Titel gehörten zur Baronetage bzw. Peerage of the United Kingdom und wurden fortan als nachgeordnete Titel des Viscounts geführt.
Die Titel erloschen am 14. April 2023, als sein Ururenkel, der 5. Viscount, unverheiratet und kinderlos starb.
Familiensitz der Viscounts Gough war Keppoch House bei Strathpeffer in Ross-shire.

## Liste der Viscounts Gough (1849)
- Hugh Gough, 1. Viscount Gough (1779–1869)
- George Gough, 2. Viscount Gough (1815–1895)
- Hugh Gough, 3. Viscount Gough (1849–1919)
- Hugh Gough, 4. Viscount Gough (1892–1951)
- Shane Gough, 5. Viscount Gough (1941–2023)